# Hughie Gallacher
Pour les articles homonymes, voir Gallacher.
Hugh Kilpatrick Gallacher, dit Hughie Gallacher (né le 2 février 1903 à Bellshill - décédé le 11 juin 1957  d'un suicide), était un footballeur écossais des années 1920-1930. Il fait partie du Scottish Football Hall of Fame, intronisé lors de son inauguration en 2004.

## Biographie
Cet attaquant de petite taille possède l'un des meilleurs ratios buts/sélections en équipe d'Écosse avec 24 buts marqués en 20 matches, faisant notamment partie des Wembley Wizards.

Il est le troisième meilleur buteur de l'histoire de la sélection écossaise, derrière les deux légendes que sont Denis Law et Kenny Dalglish (30 buts chacun).
Il a pris part à la victoire historique de l'Écosse contre l'Angleterre 5-1 à Wembley, le 31 mars 1928

## Clubs
- Queen of the South
- Airdrieonians
- Newcastle United
- Chelsea Football Club
- Derby County
- Notts County FC
- Grimsby Town FC
- Gateshead FC